# 기태영
기태영(奇太映, 본명: 김용우 1978년 12월 9일 ~ )은 대한민국의 배우이다.

## 가족 관계
2009년 MBC 드라마《인연만들기》에 같이 출연한 배우 유진과 종영 직후인 2010년 1월부터 사랑을 키워왔음을 밝히며, 같은 교회에 다니며 1년반 열애 끝에 2011년 7월 23일 경기도 안양시의 두 사람이 다니는 교회에서 결혼식을 올렸다.
두 사람에게는 결혼 4년만인 2015년 4월 첫째 딸 김로희가 태어났으며, 2016년 1월 24일부터 2018년 1월 21일까지는 KBS2《슈퍼맨이 돌아왔다》에 출연하여 시청자들의 많은 사랑을 받았다. 2018년 가을에 둘째 딸 김로린을 출산했다.

## 약력
기태영은 서울특별시에서 2남 2녀 중 막내로 태어났다. 20세 때 우연히 길거리 캐스팅을 통해, 1997년 KBS2 청소년드라마 《신세대 보고 어른들은 몰라요》를 통해 데뷔하였다. 1998년《지구용사 벡터맨》의 벡터맨 이글 역을 맡았지만, 2기부터는 김성수에게 그 자리를 물려주고 하차하였다. 그 후 전 드라마 《학교 2》, 《카이스트》등에 연이어 출연하며, 차세대 스타 길을 차근히 밟던 중 2001년 말 군 복무를 위해 활동을 잠시 중단하였다.
2005년 TV문학관《외등》을 통해 복귀하였고, 2006년 베스트극장《통정》, 2007년《하얀거탑》에서는 외과 레지던트 1년차 염동일 역을 열연 하며 주목을 받았다. 《엄마가 뿔났다》, 《떼루아》, 《로열 패밀리》 등의 드라마에 출연하였다. 이후 2016년 1월 24일 아내 유진과 함께《해피선데이 - 슈퍼맨이 돌아왔다》에 합류를 했으며, 2018년 1월 21일에 하차하였다.

## 학력
- 서울도곡초등학교 (졸업)
- 역삼중학교 (졸업)
- 압구정고등학교 (졸업)
- 대진대학교 연극영화학과 (학사)

## 연기 활동

### 드라마
| 연도      | 방송사 | 제목                                          | 역할                     | 비고        |
| --------- | ------ | --------------------------------------------- | ------------------------ | ----------- |
| 1997-1998 | KBS2   | 신세대 보고 어른들은 몰라요                   |                          |             |
| 1998      | MBC    | 남자 셋 여자 셋                               | 주윤문                   | 카메오 단역 |
| 1998      | KBS2   | 지구용사 벡터맨                               | 백터맨 이글(1기)         |             |
| 1999      | KBS2   | 학교 2                                        | 유신화                   |             |
| 1999      | SBS    | LA아리랑                                      |                          |             |
| 2000      | SBS    | 카이스트                                      | 기태훈                   |             |
| 2001      | SBS    | 그래도 사랑해                                 | 동준                     |             |
| 2005      | KBS1   | KBS HDTV 문학관 - 외등                        | 서영우                   |             |
| 2006      | MBC    | MBC 베스트극장 - 통정                         | 내관 지겸                |             |
| 2007      | MBC    | 하얀거탑                                      | 염동일                   |             |
| 2008      | KBS2   | 엄마가 뿔났다                                 | 김정현                   |             |
| 2008      | tvN    | 아빠가 뿔났다                                 | 김정현                   |             |
| 2008      | SBS    | 스타의 연인                                   | 손하영                   | 특별출연    |
| 2008      | SBS    | 떼루아                                        | 조이 박                  |             |
| 2009      | MBC    | 인연만들기                                    | 김여준                   |             |
| 2010      | SBS    | 제중원                                        | 정혼자                   | 특별출연    |
| 2010      | MBC    | MBC 일요 드라마 극장 - 사랑을 가르쳐 드립니다 | 권태준                   |             |
| 2011      | MBC    | 로열 패밀리                                   | 강충기                   |             |
| 2011      | SBS    | 폼나게 살거야                                 | 최신형                   |             |
| 2012      | SBS    | 아름다운 그대에게                             | 장민우                   |             |
| 2013      | SBS    | 사건번호 113                                  | 장준석                   |             |
| 2013      | MBC    | 스캔들: 매우 충격적이고 부도덕한 사건         | 장은중 / 금만복 / 구재인 |             |
| 2013      | KBS2   | KBS 드라마 스페셜 - 불침번을 서라             | 강회찬                   |             |
| 2014      | MBC    | 소원을 말해봐                                 | 강진희                   |             |
| 2015      | KBS2   | 별난 며느리                                   | 강준수                   |             |
| 2016      | JTBC   | 이번 주 아내가 바람을 핍니다                  |                          | 특별출연    |
| 2019      | KBS2   | 세상에서 제일 예쁜 내 딸                      | 김우진                   |             |
| 2022      | SBS    | 트롤리                                        | 최기영                   | 16부작      |

### 영화
- 2009년 단편영화 《사이》
- 2011년 《오늘》 - 상우 역
- 2016년 《한강블루스》 - 명준 역

## 예능
- 2016년 1월 24일 ~ 2018년 1월 21일 : KBS2 《해피선데이 - 슈퍼맨이 돌아왔다》
- 신상출시 편스토랑

## 음반
- 2012년 《행복한 사람》
- 2012년 《Cherish》
- 2012년 《오 나의 요정》

## 광고
- 2000년 빙그레 붕어싸만코 (강래연과 함께 출연)
- 2004년 코카콜라
- 2007년 카페라떼 바리스타
- 2008년 hy 헬리코박터 프로젝트 윌
- 2016년 빙그레 요플레

## 홍보대사
- 2007년 새생명지원센터 홍보대사
- 2010년 LG패션 헤지스 에코 캠페인 홍보대사

## 수상 및 후보
| 연도 | 시상식       | 부문                        | 작품                     | 결과 |
| ---- | ------------ | --------------------------- | ------------------------ | ---- |
| 2014 | MBC 연기대상 | 연속극부문 남자 우수연기상  | 소원을 말해봐            | 후보 |
| 2016 | KBS 연예대상 | 버라이어티부문 남자 우수상  | 슈퍼맨이 돌아왔다        | 수상 |
| 2019 | KBS 연기대상 | 장편드라마 부문 남자 우수상 | 세상에서 제일 예쁜 내 딸 | 수상 |